# Théobald Chartran
Théobald Chartran (Besançon, 20 luglio 1849 – Neuilly-sur-Seine, 16 luglio 1907) è stato un pittore francese.

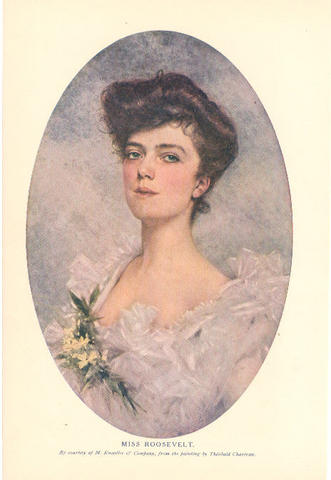
Alice Roosevelt
Moglie del presidente statunitense Teodoro Roosevelt

Fu in prevalenza un pittore di soggetti storici ma anche un eccellente ritrattista.

## Biografia
Era figlio di Lazare Chartran, consigliere presso la Corte d'Appello di Besançon, e di Clémentine Dillon, originaria di Strasburgo.
Théobald Chartran fece i suoi studi presso il Liceo "Victor Hugo" di Besançon e si distinse per il suo precoce talento di caricaturista che prendeva di mira gli insegnanti. Essendo figlio di un magistrato consigliere di Corte d'Appello, il suo futuro avrebbe dovuto essere la magistratura, ma ben presto, provando a copiare i quadri del museo cittadino di Belle arti, egli si rese conto di avere una vocazione assai diversa. Ed infatti, a 18 anni, si recò a Parigi, dove fu ammesso alla Scuola di Belle arti e dove frequentò l'atelier di Alexandre Cabanel.
Nel 1877 vinse il Prix de Rome con il quadro "La presa di Roma da parte dei Galli". Da quel momento, per questo artista dalla figura nobile e imponente e dai modi di autentico gentiluomo, il successo non si fece attendere. Ricevette infatti numerose commissioni, specialmente per ritrarre i personaggi più in vista dell'alta società. Ritrasse il Presidente Sadi Carnot, il pontefice Leone XIII, l'attrice Sarah Bernhardt ed il suo amante Charles Haas, ed altri ancora.
Nel 1866, per ben 40.000 franchi gli fu commissionata la decorazione della scalinata d'onore della Sorbona. Chartran impiegò tre anni a completare il lavoro, che consisteva in nove pannelli ad olio su tela da fissare sul posto. Essi rappresentavano altrettanti episodi salienti della storia della Scienza. Per meglio definirli condusse approfondite ricerche storiche e dovette richiedere una tessera di "lettore permanente" della Biblioteca Nazionale.
Parallelamente, partecipò alla decorazione del Municipio di Parigi e dipinse il soffitto della Sala delle feste del Municipio di Montrouge.
Firmandosi «T» disegnò per la rivista inglese "Vanity Fair" diverse caricature, fra cui il primo ministro francese William Henry Waddington, Charles Gounod, Victor Hugo, Alexandre Dumas (figlio) e Napoleone Giuseppe Carlo Bonaparte.
A Parigi abitò in un palazzo privato, in piazza Stati Uniti, dove, assieme a sua moglie Sylvie, riceveva artisti, letterati e politici, e nelle cui sale spesso proponeva concerti per pianoforte o canto con esecutori prestigiosi, oppure, con un fonografo acquistato negli Stati Uniti, faceva ascoltare le prime registrazioni degli "spiritual" cantati dai negri d'America.
Chartran, in effetti, divideva il suo tempo tra Francia e Stati Uniti, dove era divenuto il pupillo viziato della società americana miliardaria. Ebbe così l'occasione di eseguire il ritratto del Presidente Roosevelt e di sua moglie, dell'arcivescovo di New York, nonché della maggior parte dei notabili della Quinta Strada. Tutti incarichi assai ben retribuiti che gli permisero in seguito di andare a vivere assai più lussuosamente a Neuilly.
Nel 1906 fece il ritratto del Maraja Kapurthala. Nel 1904 fu eletto membro dell'Accademia di Besançon, ma nel 1907 si spense prematuramente a 57 anni.
Tre anni più tardi, a Besançon, sua città natale, gli fu eretto un monumento in bronzo, scolpito da Victor Segoffin. La statua venne fusa dalle truppe tedesche durante la Seconda guerra mondiale ma, dopo la liberazione, il Comune collocò un suo busto sulla Passeggiata Granville.
Chartran è sepolto a Parigi, nel cimitero di Passy; sulla sua tomba vi è un busto scolpito da Jean-Joseph Carriès.

## Opere
Elenco parziale.
- Decorazione della scalinata d'onore della Sorbona, 9 pannelli, olio su tela, 1886-1889, Parigi :
  - Louis IX à l'abbaye de Royaumont étudie les mathématiques sous la direction de Vincent de Beauvais
  - Ambroise Paré au siège de Metz, pratique la ligature des artères sur un arquebusier blessé 
  - Bernard Palissy, avec la permission du roi, ouvre à Paris son cours public de minéralogie
  - Buffon en présence de Bernard de Jussieu et de Edme-Louis Daubenton, lit les premiers feuillets de son Traité d'Histoire Naturelle.
  - Pascal, en compagnie de Girard Desargueset du père Mersenne, expose à Descartes ses projets d'expérience sur la pesanteur de l'air, Place des Vosges 
  - Lavoisier, après une expérience exécutée dans son laboratoire, convertit Claude Louis Berthollet à la doctrine pneumatique 
  - Cuvier réunit les documents devant servir à son ouvrage sur les ossements fossiles 
  - Laënnec à l'hôpital Necker ausculte un phtisique devant ses élèves 
  - Arago fait son cours d'astronomie populaire dans l'amphithéâtre de l'Observatoire de Paris
- Ritratto di Andrew Carnegie, 1895 - Pittsburgh, Carnegie Museum of Art
- Ritratto di Mrs. Thomas Mellon (Sarah Negley), 1896 - Pittsburgh, Carnegie Museum of Art
- Signature du Protocole de paix entre l'Espagne et les Etats-Unis le 12 août 1898, 1899 - Washington, D.C., Casa Bianca (nella Treaty Room)
- Benoît-Constant Coquelin, detto Coquelin aîné, nella parte di Cyrano de Bergerac, 1901 - Parigi, Museo Carnavalet
- Madame Collas e sua figlia Archiviato il 3 marzo 2016 in Internet Archive., 1903 - Parigi
- Louis Delaunay père dans le rôle de Perdican, 1903 - Parigi, Museo Carnavalet
- Giovane donna con l'ombrello Archiviato il 3 marzo 2016 in Internet Archive., 1904 - Parigi, Museo d'Orsay
- Harriet White Bradbury, 1904 - Boston, Museo di Belle arti
- George Robert White, 1904 - Boston, Museo di Belle arti
- Autoritratto[collegamento interrotto] - Firenze, Uffizi

## Galleria d'immagini

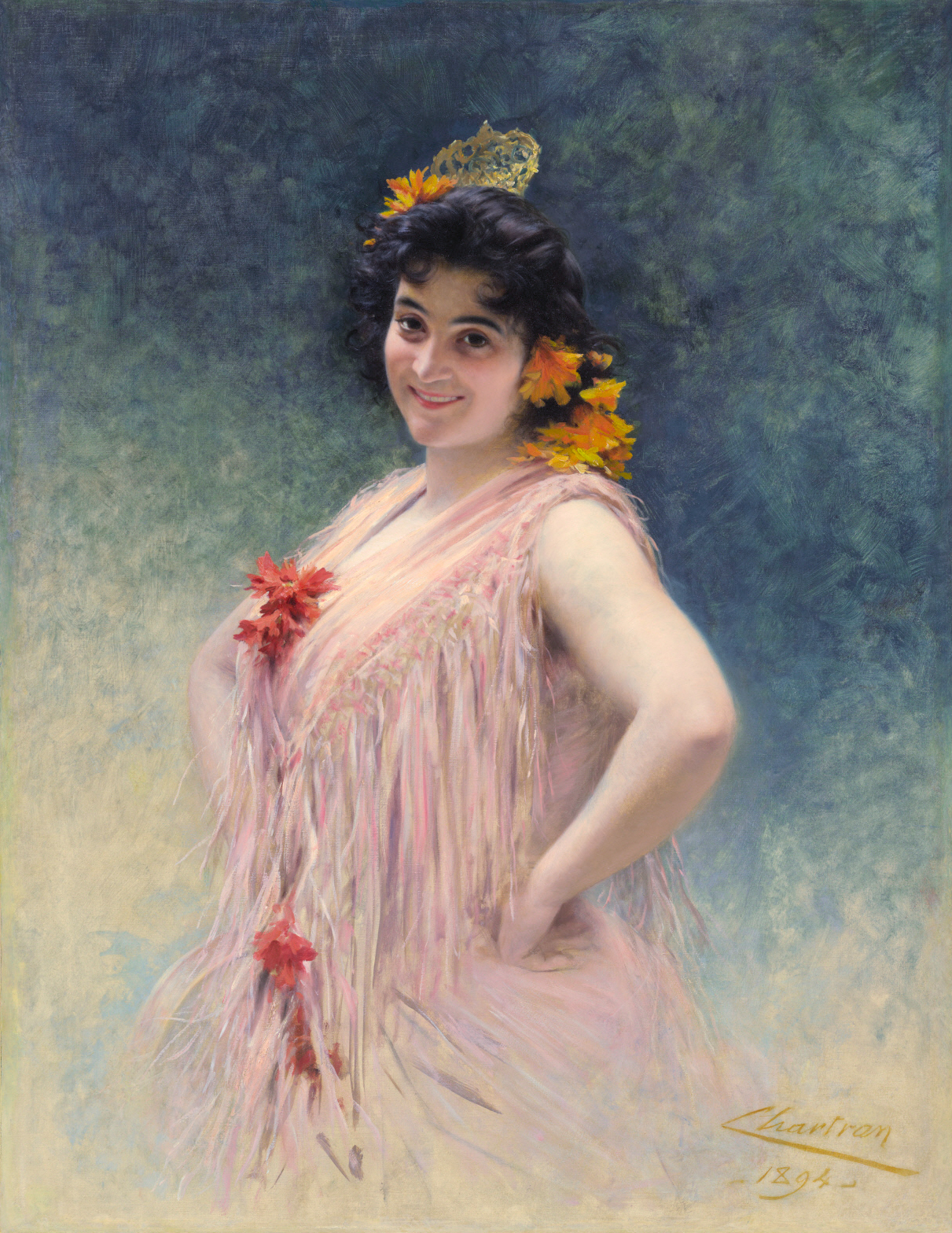
Emma Calvé in Carmen di Bizet
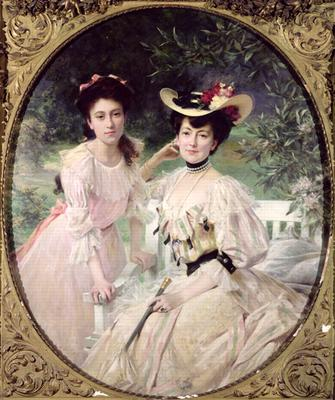
Madame Collas e sua figlia Giselle, 1903
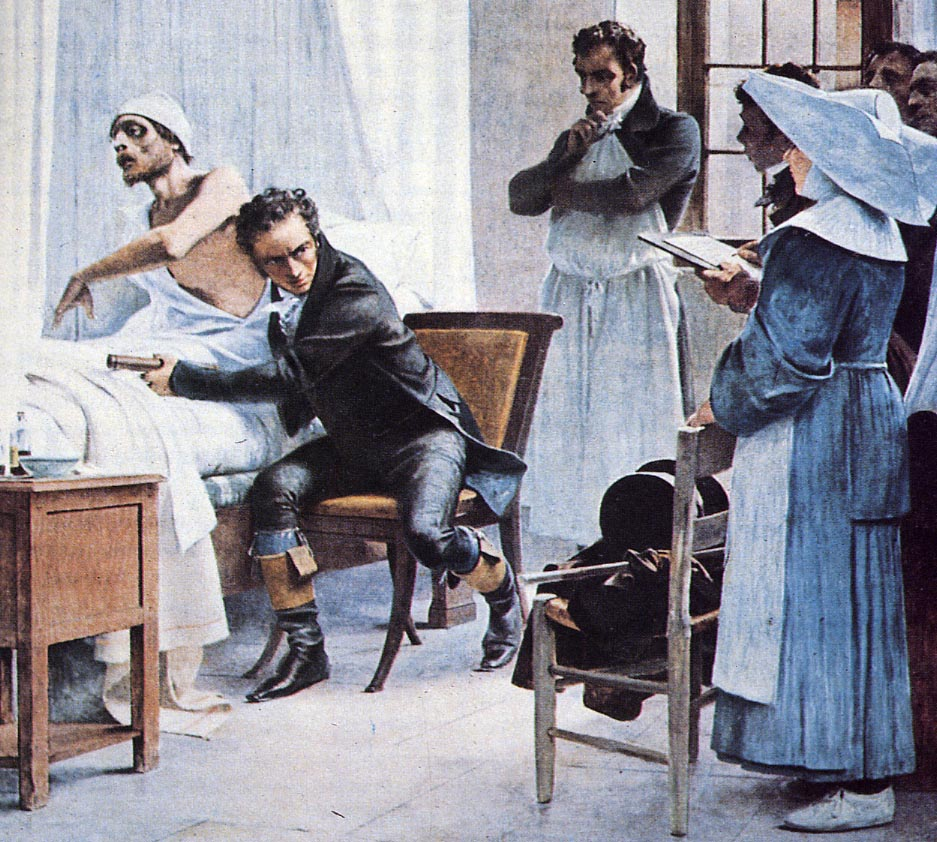
René Laennec ausculta un malato davanti ai suoi allievi
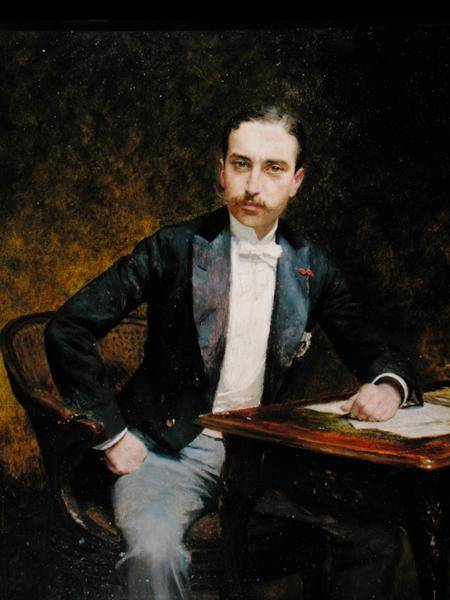
Charles Haas
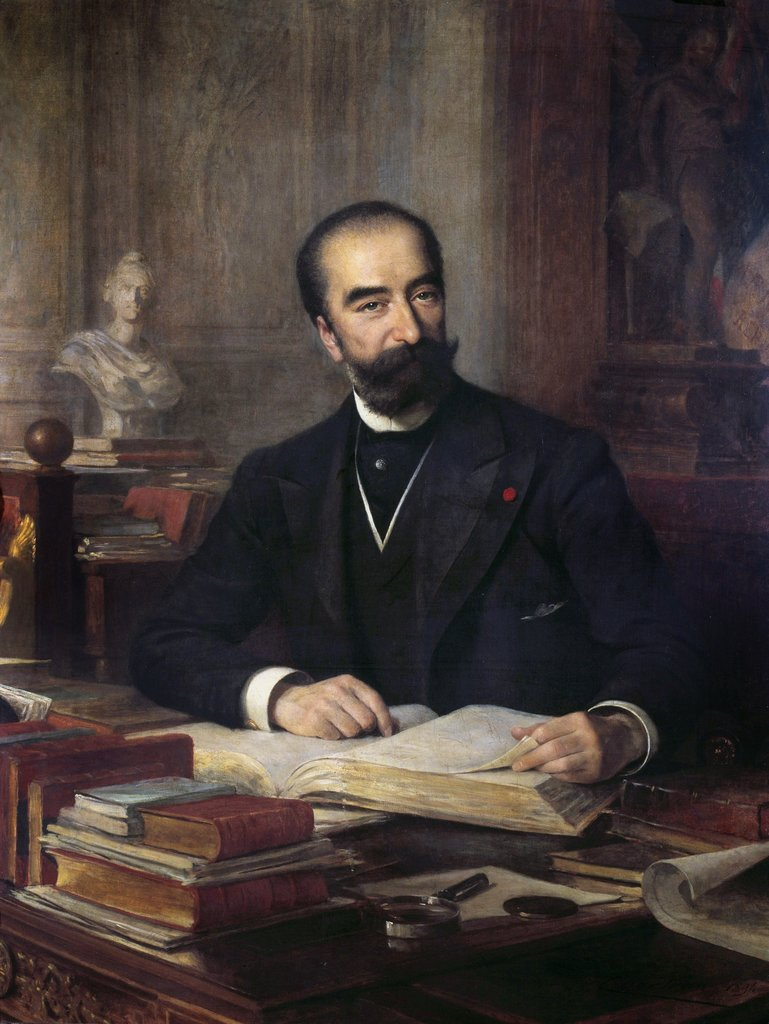
Il Presidente Sadi Carnot